# Elecciones municipales del Santa de 2018
Las elecciones municipales del Santa de 2018 se llevaron a cabo el 7 de octubre de 2018 para elegir al alcalde y al Concejo Provincial del Santa para el periodo 2019-2022. La elección se celebró simultáneamente con elecciones regionales y municipales (provinciales y distritales) en todo el Perú.
Como resultado de esta elección, Roberto Briceño Franco, candidato del Movimiento Independiente Regional Áncash a la Obra, obtuvo el 23.27% de votos válidos y resultó electo como alcalde provincial del Santa.

## Sistema electoral
La Municipalidad Provincial del Santa es el órgano administrativo y de gobierno de la provincia del Santa. Está compuesta por el alcalde y el Concejo Provincial.
La votación del alcalde y el concejo se realiza en base al sufragio universal, que comprende a todos los ciudadanos nacionales y no nacionales mayores de dieciocho años, empadronados y residentes en la provincia del Santa y en pleno goce de sus derechos políticos. No hay reelección inmediata de alcaldes.
El Concejo Provincial del Santa está compuesto por 13 regidores elegidos por sufragio directo para un período de cuatro (4) años, en forma conjunta con la elección del alcalde (quien lo preside). La votación es por lista cerrada y bloqueada. Se asigna a la lista ganadora los escaños según el método d'Hondt o la mitad más uno, lo que más le favorezca.

## Composición del Concejo Provincial del Santa
La siguiente tabla muestra la composición del Concejo Provincial del Santa antes de las elecciones.
| Partidos | Partidos                                              | Regidores |
| -------- | ----------------------------------------------------- | --------- |
|          | Movimiento Independiente Regional Río Santa Caudaloso | 8         |
|          | Alianza para el Progreso                              | 3         |
|          | Movimiento Regional Ande-Mar                          | 1         |
|          | Lista Independiente Vale Áncash                       | 1         |

## Partidos y candidatos
A continuación se muestra una lista de los principales partidos y alianzas electorales que participaron en las elecciones:
| Candidatura | Candidatura | Partidos y alianzas                                                 | Candidato | Candidato                | Ideología                                                          | Resultado previo | Resultado previo | Ref.  |
| Candidatura | Candidatura | Partidos y alianzas                                                 | Candidato | Candidato                | Ideología                                                          | Votos (%)        | Reg.             | Ref.  |
| ----------- | ----------- | ------------------------------------------------------------------- | --------- | ------------------------ | ------------------------------------------------------------------ | ---------------- | ---------------- | ----- |
|             | RSC         | Lista - Movimiento Independiente Regional Río Santa Caudaloso (RSC) |           | Julio Cortez Rojas       | Regionalismo ancashino                                             | 22.19%           | 8                | [ 3 ] |
|             | APP         | Lista - Alianza para el Progreso (APP)                              |           | Valentín Fernández Bazán | Liberalismo económico Conservadurismo liberal Populismo de derecha | 21.79%           | 3                | [ 3 ] |
|             | AM          | Lista - Movimiento Regional Ande-Mar (AM)                           |           | Jorge Chávez Cóndor      | Regionalismo ancashino                                             | 9.05%            | 1                | [ 3 ] |
|             | APRA        | Lista - Partido Aprista Peruano (APRA)                              |           | Óscar Robles Villanueva  | Aprismo                                                            | 6.24%            | 0                | [ 3 ] |
|             | SP          | Lista - Somos Perú (SP)                                             |           | Hirma Alencastre Miranda | Democracia cristiana Conservadurismo social                        | 5.01%            | 0                | [ 3 ] |
|             | JP          | Lista - Juntos por el Perú (JP)                                     |           | Santos Paredes García    | Socialismo democrático Progresismo                                 | 4.90%            | 0                | [ 3 ] |
|             | MANPE       | Lista - Movimiento Acción Nacionalista Peruano (MANPE)              |           | Luis Denegri Córdova     | Regionalismo ancashino                                             | 4.04%            | 0                | [ 3 ] |
|             | EM          | Lista - Movimiento Regional El Maicito (EM)                         |           | Víctor Capristán Vásquez | Regionalismo ancashino                                             | 3.38%            | 0                | [ 3 ] |
|             | FP          | Lista - Fuerza Popular (FP)                                         |           | Enrique Ponce Rodríguez  | Fujimorismo Conservadurismo social Populismo de derecha            | 3.21%            | 0                | [ 3 ] |
|             | H           | Lista - Movimiento Independiente Regional Hora Cero (H)             |           | Iván Guanilo Carrillo    | Regionalismo ancashino                                             | 3.21%            | 0                | [ 3 ] |
|             | DD          | Lista - Democracia Directa (DD)                                     |           | Líder Saavedra Paredes   | Socialismo Nacionalismo de izquierda Ecologismo                    | 1.90%            | 0                | [ 3 ] |
|             | SU          | Lista - Siempre Unidos (SU)                                         |           | Robert Carrión Carmen    | Partido atrapalotodo                                               | 1.51%            | 0                | [ 3 ] |
|             | RN          | Lista - Restauración Nacional (RN)                                  |           | Uldarico Llanos Muñoz    | Liberalismo económico Humanismo cristiano Evangelismo              | 0.89%            | 0                | [ 3 ] |
|             | Frepap      | Lista - Frente Popular Agrícola del Perú (Frepap)                   |           | Jenny Neciosup Sabino    | Israelismo Fundamentalismo cristiano Populismo                     | Nuevo            | Nuevo            | [ 3 ] |
|             | TPP         | Lista - Todos por el Perú (TPP)                                     |           | Carlos Paredes Ascate    | Liberalismo Humanismo Progresismo                                  | Nuevo            | Nuevo            | [ 3 ] |
|             | VP          | Lista - Vamos Perú (VP)                                             |           | Guillermo Gil Albarrán   | Populismo Socialdemocracia                                         | Nuevo            | Nuevo            | [ 3 ] |
|             | AvP         | Lista - Avanza País (AvP)                                           |           | Joaquín Cruz Navarro     | Conservadurismo liberal Liberalismo clásico                        | Nuevo            | Nuevo            | [ 3 ] |
|             | B           | Lista - Movimiento Independiente Regional Áncash a la Obra (B)      |           | Roberto Briceño Franco   | Regionalismo ancashino                                             | Nuevo            | Nuevo            | [ 3 ] |
|             | PP          | Lista - Podemos por el Progreso del Perú (PP)                       |           | José Servat Chocano      | Conservadurismo social Populismo Nacionalismo                      | Nuevo            | Nuevo            | [ 3 ] |

## Sondeos de opinión
La siguiente tabla enumera las estimaciones de la intención de voto en orden cronológico inverso, mostrando las más recientes primero y utilizando las fechas en las que se realizó el trabajo de campo de la encuesta. Cuando se desconocen las fechas del trabajo de campo, se proporciona la fecha de publicación.

### Intención de voto
La siguiente tabla enumera las estimaciones ponderadas (sin incluir votos en blanco y nulos) de la intención de voto.
Leyenda:
     Sondeo realizado en el periodo de prohibición legal de la difusión de sondeos de intención de voto.
|                                |            |   |      |      |      |      |     |     |  |  |  |
| Elecciones municipales de 2018 | 7 oct 2018 | — | 23.4 | 18.4 | 10.7 | 10.2 | 7.2 | 5.0 |  |  |  |
|                                |            |   |      |      |      |      |     |     |  |  |  |
| Ipsos Perú/América             | 7 oct 2018 | ? | 26.4 | 21.3 | 10.1 | 9.2  | –   | 5.1 |  |  |  |
| Ipsos Perú/América             | 7 oct 2018 | ? | 21.8 | 18.4 | 10.0 | 9.9  | –   | 3.4 |  |  |  |

## Resultados

### Sumario general
| |                                                             |              |              |              |           |           |
| Partidos y coaliciones                                                                                      | Partidos y coaliciones                                      | Voto popular | Voto popular | Voto popular | Regidores | Regidores |
| Partidos y coaliciones                                                                                      | Partidos y coaliciones                                      | Votos        | %            | +/−          | Total     | +/−       |
| | Movimiento Independiente Regional Áncash a la Obra (B)      | 51,600       | 23.37        | Nuevo        | 8         | +8        |
| | Alianza para el Progreso (APP)                              | 40,629       | 18.40        | –3.39        | 2         | –1        |
| | Somos Perú (SP)                                             | 23,641       | 10.71        | +5.70        | 1         | +1        |
| | Movimiento Regional El Maicito (EM)                         | 22,454       | 10.17        | +6.79        | 1         | +1        |
| | Movimiento Independiente Regional Río Santa Caudaloso (RSC) | 15,890       | 7.20         | –14.99       | 1         | –7        |
| | Democracia Directa (DD)                                     | 12,681       | 5.74         | +3.84        | 0         | ±0        |
| | Partido Aprista Peruano (APRA)                              | 7,898        | 3.58         | –2.66        | 0         | ±0        |
| | Fuerza Popular (FP)                                         | 7,179        | 3.25         | n/a          | 0         | ±0        |
| | Podemos por el Progreso del Perú (PP)                       | 6,283        | 2.85         | Nuevo        | 0         | ±0        |
| | Siempre Unidos (SU)                                         | 5,736        | 2.60         | +1.09        | 0         | ±0        |
| | Frente Popular Agrícola del Perú (Frepap)                   | 4,926        | 2.23         | n/a          | 0         | ±0        |
| | Restauración Nacional (RN)                                  | 4,179        | 1.89         | +1.00        | 0         | ±0        |
| | Movimiento Regional Ande-Mar (AM)                           | 4,106        | 1.86         | –7.25        | 0         | –1        |
| | Movimiento Acción Nacionalista Peruano (MANPE)              | 3,971        | 1.80         | –2.24        | 0         | ±0        |
| | Juntos por el Perú (JP)1                                    | 3,214        | 1.46         | –3.44        | 0         | ±0        |
| | Vamos Perú (VP)                                             | 2,073        | 0.94         | Nuevo        | 0         | ±0        |
| | Todos por el Perú (TPP)                                     | 1,972        | 0.89         | Nuevo        | 0         | ±0        |
| | Avanza País (AvP)                                           | 1,290        | 0.58         | Nuevo        | 0         | ±0        |
| | Movimiento Independiente Regional Hora Cero (H)             | 1,065        | 0.48         | n/a          | 0         | ±0        |
| |                                                             |              |              |              |           |           |
| Total | Total                                                       | 220,787      |              |              | 13        | ±0        |
| |                                                             |              |              |              |           |           |
| Votos válidos                                                                                               | Votos válidos                                               | 220,787      | 79.69        | –4.83        |           |           |
| Votos en blanco                                                                                             | Votos en blanco                                             | 19,319       | 6.97         | +1.80        |           |           |
| Votos nulos                                                                                                 | Votos nulos                                                 | 36,959       | 13.34        | +3.02        |           |           |
| Votos emitidos                                                                                              | Votos emitidos                                              | 277,065      | 79.80        | –4.20        |           |           |
| Abstenciones                                                                                                | Abstenciones                                                | 70,146       | 20.20        | +4.20        |           |           |
| Votantes registrados                                                                                        | Votantes registrados                                        | 347,211      |              |              |           |           |
| |                                                             |              |              |              |           |           |
| Fuente: |                                                             |              |              |              |           |           |
| Notas al pie: 1 Comparado con los resultados del Partido Humanista Peruano (PHP) en las elecciones de 2014. |                                                             |              |              |              |           |           |
| Notas al pie:                                                                                               |                                                             |              |              |              |           |           |
| 1 Comparado con los resultados del Partido Humanista Peruano (PHP) en las elecciones de 2014.               |                                                             |              |              |              |           |           |

### Concejo Provincial del Santa
| Cargo                         | Autoridad electa           | Partido político | Partido político                                      |
| ----------------------------- | -------------------------- | ---------------- | ----------------------------------------------------- |
| Alcalde Provincial del Santa  | Roberto Briceño Franco     |                  | Movimiento Independiente Regional Áncash a la Obra    |
| Regidor Provincial del Santa  | Carlos Guzmán Gaona        |                  | Movimiento Independiente Regional Áncash a la Obra    |
| Regidor Provincial del Santa  | Carlos Lynch Rojas         |                  | Movimiento Independiente Regional Áncash a la Obra    |
| Regidora Provincial del Santa | Stefani Sifuentes Zavaleta |                  | Movimiento Independiente Regional Áncash a la Obra    |
| Regidor Provincial del Santa  | Eder Ybañez Pumaricra      |                  | Movimiento Independiente Regional Áncash a la Obra    |
| Regidora Provincial del Santa | Carmen Carbajal Bacilio    |                  | Movimiento Independiente Regional Áncash a la Obra    |
| Regidor Provincial del Santa  | Jhon López Morales         |                  | Movimiento Independiente Regional Áncash a la Obra    |
| Regidor Provincial del Santa  | Yaquelin Gonzales Bravo    |                  | Movimiento Independiente Regional Áncash a la Obra    |
| Regidor Provincial del Santa  | Carlos Quiliche Menacho    |                  | Movimiento Independiente Regional Áncash a la Obra    |
| Regidora Provincial del Santa | María Céspedes Cuenca      |                  | Alianza para el Progreso                              |
| Regidor Provincial del Santa  | Paul Gonzáles Gutiérrez    |                  | Alianza para el Progreso                              |
| Regidor Provincial del Santa  | Andrés Díaz Rodríguez      |                  | Somos Perú                                            |
| Regidor Provincial del Santa  | Luis Ortiz Gonzales        |                  | Movimiento Regional El Maicito                        |
| Regidor Provincial del Santa  | Humberto Ortiz Soto        |                  | Movimiento Independiente Regional Río Santa Caudaloso |

## Elecciones municipales distritales

### Sumario general
| Partidos y coaliciones                                                                                      | Partidos y coaliciones                                      | Voto popular | Voto popular | Voto popular | Alcaldías | Alcaldías |
| Partidos y coaliciones                                                                                      | Partidos y coaliciones                                      | Votos        | %            | +/−          | Total     | +/−       |
| --- | ----------------------------------------------------------- | ------------ | ------------ | ------------ | --------- | --------- |
| | Movimiento Independiente Regional Áncash a la Obra (B)      | 16,443       | 15.63        | Nuevo        | 1         | +1        |
| | Movimiento Independiente Regional Río Santa Caudaloso (RSC) | 16,237       | 15.44        |              | 3         | +3        |
| | Alianza para el Progreso (APP)                              | 10,919       | 10.38        |              | 0         | –2        |
| | Movimiento Regional El Maicito (EM)                         | 10,808       | 10.28        |              | 2         | +2        |
| | Somos Perú (SP)                                             | 7,722        | 7.34         |              | 0         | –1        |
| | Acción Popular (AP)                                         | 6,487        | 6.17         |              | 0         | ±0        |
| | Fuerza Popular (FP)                                         | 4,227        | 4.02         | n/a          | 0         | ±0        |
| | Democracia Directa (DD)                                     | 4,168        | 3.96         |              | 1         | ±0        |
| | Partido Aprista Peruano (APRA)                              | 3,923        | 3.73         |              | 1         | ±0        |
| | Siempre Unidos (SU)                                         | 3,915        | 3.72         |              | 0         | ±0        |
| | Podemos por el Progreso del Perú (PP)                       | 3,646        | 3.47         | Nuevo        | 0         | ±0        |
| | Movimiento Regional Ande-Mar (AM)                           | 3,216        | 3.06         |              | 0         | ±0        |
| | Juntos por el Perú (JP)1                                    | 2,386        | 2.27         |              | 0         | –1        |
| | Movimiento Acción Nacionalista Peruano (MANPE)              | 2,367        | 2.25         |              | 0         | –1        |
| | Restauración Nacional (RN)                                  | 1,555        | 1.48         |              | 0         | ±0        |
| | Perú Patria Segura (PPS)                                    | 1,278        | 1.22         |              | 0         | ±0        |
| | Todos por el Perú (TPP)                                     | 1,246        | 1.18         | Nuevo        | 0         | ±0        |
| | Unión por el Perú (UPP)                                     | 1,140        | 1.08         |              | 0         | ±0        |
| | Frente Popular Agrícola del Perú (Frepap)                   | 607          | 0.58         | Nuevo        | 0         | ±0        |
| | Vamos Perú (VP)                                             | 480          | 0.46         | Nuevo        | 0         | ±0        |
| | Avanza País (AvP)                                           | 443          | 0.42         | Nuevo        | 0         | ±0        |
| | Partido Popular Cristiano (PPC)                             | 373          | 0.35         |              | 0         | ±0        |
| | Movimiento Independiente Regional Hora Cero (H)             | 333          | 0.32         | n/a          | 0         | ±0        |
| | Perú Nación (PN)                                            | 92           | 0.09         | Nuevo        | 0         | ±0        |
| | Listas independientes distritales                           | 1,173        | 1.12         | n/a          | 0         | ±0        |
| |                                                             |              |              |              |           |           |
| Total | Total                                                       | 105,184      |              |              | 8         | ±0        |
| |                                                             |              |              |              |           |           |
| Votos válidos                                                                                               | Votos válidos                                               | 105,184      | 79.38        |              |           |           |
| Votos en blanco                                                                                             | Votos en blanco                                             | 11,638       | 8.78         |              |           |           |
| Votos nulos                                                                                                 | Votos nulos                                                 | 15,686       | 11.84        |              |           |           |
| Votos emitidos                                                                                              | Votos emitidos                                              | 132,508      | 80.79        |              |           |           |
| Abstenciones                                                                                                | Abstenciones                                                | 31,505       | 19.21        |              |           |           |
| Votantes registrados                                                                                        | Votantes registrados                                        | 164,013      |              |              |           |           |
| |                                                             |              |              |              |           |           |
| Fuente: |                                                             |              |              |              |           |           |
| Notas al pie: 1 Comparado con los resultados del Partido Humanista Peruano (PHP) en las elecciones de 2014. |                                                             |              |              |              |           |           |
| Notas al pie:                                                                                               |                                                             |              |              |              |           |           |
| 1 Comparado con los resultados del Partido Humanista Peruano (PHP) en las elecciones de 2014.               |                                                             |              |              |              |           |           |

### Resultados por distrito
La siguiente tabla enumera el control de los distritos de la provincia del Santa. El cambio de mando de una organización política se resalta del color de ese partido.
| Distrito         | Alcalde(sa) titular    | Partido político | Partido político            | Alcalde(sa) electo(a)    | Partido político | Partido político        |
| ---------------- | ---------------------- | ---------------- | --------------------------- | ------------------------ | ---------------- | ----------------------- |
| Cáceres del Perú | Lady Rodríguez Luna    |                  | Acción Nacionalista Peruano | Roosvelt Cerna Velásquez |                  | Partido Aprista Peruano |
| Coishco          | Manuel Aldave Boyd     |                  | Alianza para el Progreso    | Abel Sánchez Cruz        |                  | Democracia Directa      |
| Macate           | Erika Pérez Ruiz       |                  | Partido Humanista Peruano   | Diunior Contreras Reyes  |                  | El Maicito              |
| Moro             | Porfirio Villón Sotelo |                  | Partido Aprista Peruano     | Ivo Rincón Ruiz          |                  | Río Santa Caudaloso     |
| Nepeña           | Manuel Figueroa Laos   |                  | Democracia Directa          | Pedro Carranza López     |                  | Río Santa Caudaloso     |
| Nuevo Chimbote   | Carlos Quiroz Urquizo  |                  | Vale Áncash                 | Domingo Caldas Egúsquiza |                  | Áncash a la Obra        |
| Samanco          | Fanny Malqui Huamán    |                  | Somos Perú                  | Arturo Molina Haro       |                  | El Maicito              |
| Santa            | Germán Rojas Soto      |                  | Alianza para el Progreso    | Eugenio Jara Acosta      |                  | Río Santa Caudaloso     |